# Ego Kenichi
Kenichi Ego (sinh ngày 7 tháng 6 năm 1979) là một cầu thủ bóng đá người Nhật Bản.

## Sự nghiệp câu lạc bộ
Kenichi Ego đã từng chơi cho Ventforet Kofu, SC Tottori và Ehime FC.